# Цирельман, Наум Моисеевич
Наум Моисеевич Цирельман (6 мая 1937, Бельцы — 18 декабря 2023, Уфа) — советский и российский учёный-теплофизик, инженер-механик. Доктор технических наук (1995), профессор (1996). Почётный работник высшего профессионального образования Российской Федерации (2001). Заслуженный деятель науки Республики Башкортостан (2012).

## Биография
В 1941 году был с родителями — Моисеем Шлёмовичем Цирельманом (1908—?) и Хасей Элевной Цирельман (1908—?) — эвакуирован в Ташкент. Окончил Одесский технологический институт пищевой и холодильной промышленности в 1963 году. В 1963―1969 годах ― младший научный сотрудник Донецкого научно-исследовательского института чёрной металлургии и аспирант Московского института химического машиностроения. Диссертацию кандидата технических наук по теме «Исследование теплообмена и гидродинамического сопротивления при турбулентном течении газа в поле продольного знакопеременного градиента давления» защитил в 1969 году.
С 1970 года в ― Уфимском авиационном институте: ассистент, старший преподаватель, доцент и профессор кафедры теории авиационных и ракетных двигателей (с 2004 года ― кафедра авиационной теплотехники и теплоэнергетики). Диссертацию доктора технических наук по теме «Вариационные принципы и метод перемещения изотерм в решении проблемы осложнённого теплопереноса» защитил в 1995 году.
Основные научные труды в области численно-аналитических и экспериментальных методов тепломассопереноса и математического моделирования в теплофизике и технической термодинамике. Автор переиздававшихся учебников «Теория и прикладные задачи тепломассопереноса» (2011) и «Техническая термодинамика» (2012), монографий. В 2012 году предложил доказательство тепловой теоремы Нернста без использования аппарата квантовой механики.
Похоронен на Южном кладбище в Уфе.

## Семья
Сыновья — инженеры-теплотехники Евгений Цирельман и Виталий Цирельман.

## Публикации
- Теория пограничного слоя. Двухслойная модель пограничного слоя при безградиентном обтекании пластины. Уфа: УАИ, 1977. — 73 с.
- Численные методы определения теплового состояния элементов конструкции ГТД. Уфа: УАИ, 1983. — 59 с.
- Основные понятия и закономерности теплопередачи. Уфа: УГАТУ, 1996. — 76 с.
- Методы теории подобия и моделирования тепломассопереноса. Уфа: Уфимский государственный авиационно-технический университет, 2000. — 94 с.
- Прямые и обратные задачи нестационарного теплопереноса. Уфа: Уфимский государственный авиационно-технический университет, 2001. — 86 с.
- Теория и прикладные задачи тепломассопереноса. В 3-х частях. Уфа: УГАТУ, 2002, 2008 и 2010.
- Введение в теплоэнергетику. Уфа: Уфимский государственный авиационно-технический университет, 2003. — 105 с.
- Закономерности теплообмена и методы расчёта затвердевания отливки. Уфа: Уфимский государственный авиационно-технический университет, 2003. — 102 с.
- Прямые и обратные задачи тепломассопереноса. М.: Энергоатомиздат, 2005. — 390 с.; 2-е издание — М.: Лань, 2019. — 500 с.
- Теория и прикладные задачи тепломассопереноса. М.: Машиностроение, 2011. — 510 с.; 2-е издание — М.: Лань, 2018. — 510 с.
- Техническая термодинамика. М.: Машиностроение, 2012. — 352 с.; 2-е издание — М.: Лань, 2018, 2021. — 352 с.
- Конвективный тепломассоперенос. Моделирование, идентификация, интенсификация. Уфа: Уфимский государственный авиационный технический университет, 2015. — 470 с.; 2-е издание — М.: Лань, 2018. — 472 с.
- Аналитическое определение температурных полей в пространственно-неоднородной и нелинейной среде. М.: Инновационное машиностроение, 2016. — 286 с.